# Alseodaphne keenanii
Alseodaphne keenanii är en lagerväxtart som beskrevs av James Sykes Gamble. Alseodaphne keenanii ingår i släktet Alseodaphne och familjen lagerväxter. Inga underarter finns listade i Catalogue of Life.